# Juan de Flandes

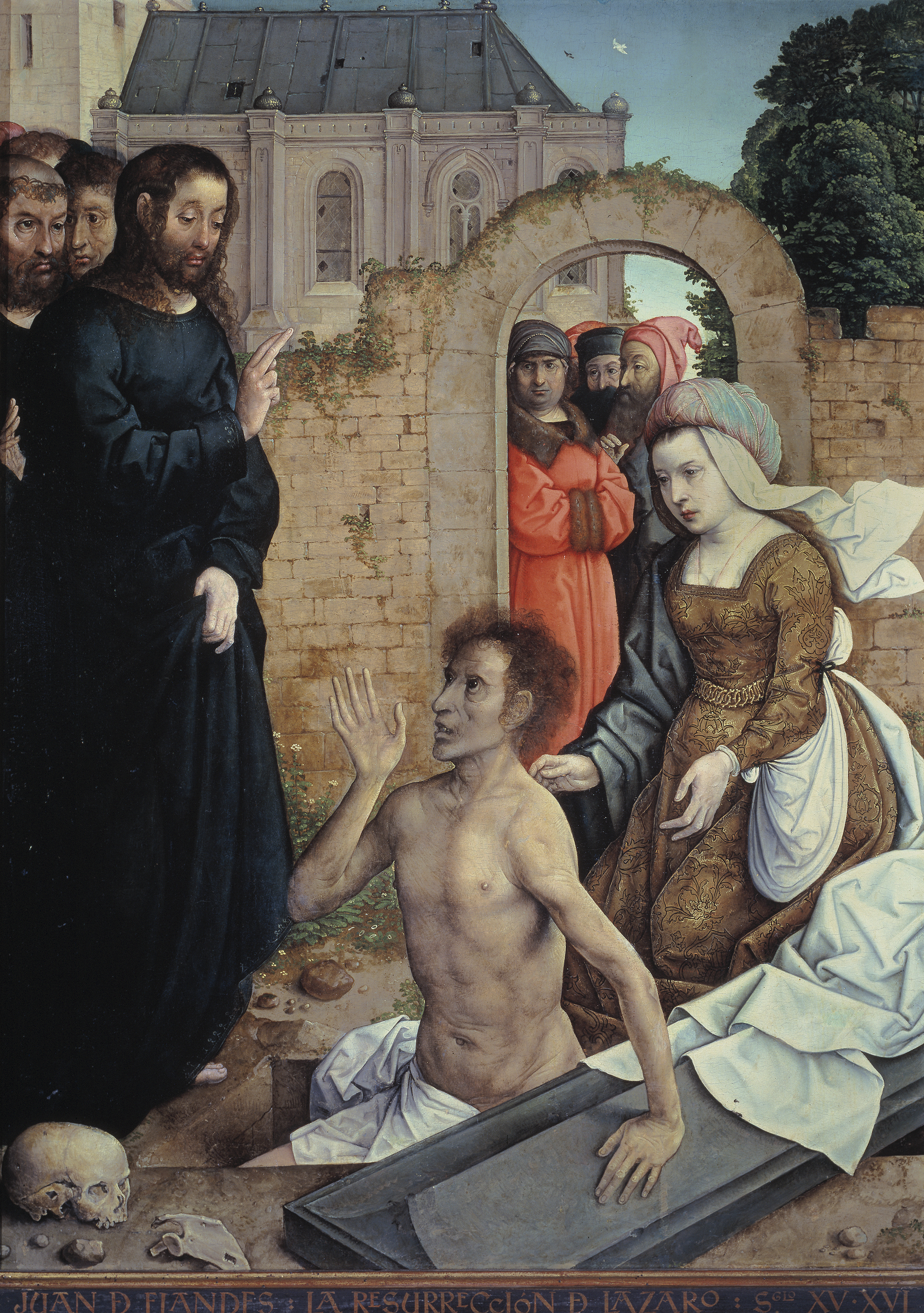
Kristus uppväcker Lasaros från de döda.

Juan de Flandes, född 1465, död 1519, var en nederländsk målare. Han verkade vid drottning Isabellas hov i Spanien från 1496 till sin död. Omkring 1500 utförde han Isabellas polyptyk, som består av 47 små pannåer med scener ur Nya Testamentet.